# صوت الحوت

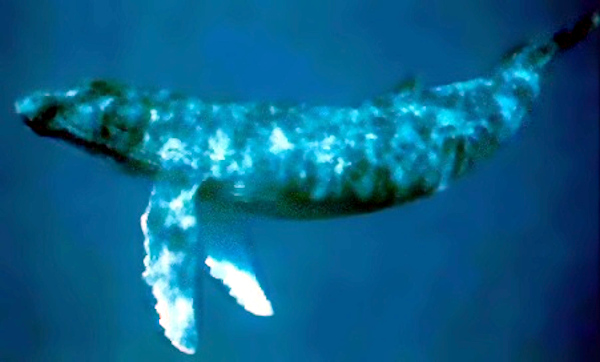

غناء الحوت (بالإنجليزية: Whale vocalization)‏ هي لغة اتصال تستخدمها الحيتان على شكل أصوات من أجل التواصل مع بعضها.